# Episodi di Le Bureau - Sotto copertura (quinta stagione)
La quinta e ultima stagione della serie televisiva Le Bureau - Sotto copertura è andata in onda in Francia dal 6 aprile al 4 maggio 2020 su Canal+. In Italia la stagione è stata trasmessa su Sky Atlantic dal 15 luglio dello stesso anno.
| nº | Titolo originale | Titolo italiano             | Prima TV Francia | Prima TV Italia |
| -- | ---------------- | --------------------------- | ---------------- | --------------- |
| 1  | Épisode 1        | Destabilizzazione           | 6 aprile 2020    | 15 luglio 2020  |
| 2  | Épisode 2        | Pronto per la vendetta      | 6 aprile 2020    | 15 luglio 2020  |
| 3  | Épisode 3        | Primo contatto              | 13 aprile 2020   | 22 luglio 2020  |
| 4  | Épisode 4        | La risposta                 | 13 aprile 2020   | 22 luglio 2020  |
| 5  | Épisode 5        | Una questione personale     | 20 aprile 2020   | 29 luglio 2020  |
| 6  | Épisode 6        | La matrioska                | 20 aprile 2020   | 29 luglio 2020  |
| 7  | Épisode 7        | Settembre nero              | 27 aprile 2020   | 5 agosto 2020   |
| 8  | Épisode 8        | Tempo scaduto               | 27 aprile 2020   | 5 agosto 2020   |
| 9  | Épisode 9        | La famiglia sopra ogni cosa | 4 maggio 2020    | 12 agosto 2020  |
| 10 | Épisode 10       | La mina                     | 4 maggio 2020    | 12 agosto 2020  |

## Destabilizzazione
- Titolo originale: Épisode 1
- Diretto da: Éric Rochant, Samuel Collardey & Anna Novion
- Scritto da: Éric Rochant & Camille de Castelnau

### Trama
A otto mesi dagli eventi nel Donbass, il quotidiano Le Figaro pubblica un articolo che accusa il DGSE di aver complottato con la CIA per lasciar morire Malotru, togliendo di mezzo un agente scomodo. Marie-Jeanne è stata mandata in missione a Il Cairo, dove ha assunto l'identità di Amelie Merle, direttrice della sicurezza del prestigioso Nile Sorman Hotel. Diventato direttore del Bureau, JJA ordina a tutti di prestare attenzione a ogni conversazione, temendo ulteriori fughe di notizie.
A Mosca, il Centro 21 ha realizzato un drone che riesce a fotografare le persone e avere accesso immediato a tutti i loro dati. Come tutti gli agenti sul campo, anche César ha saputo di Malotru e chiede di essere esfiltrato. JJA stabilisce che ciò avverrà a Riga, dove il ragazzo andrà a trascorrere un fine settimana con la sua nuova fidanzata russa. Karlov intuisce che César vuole fuggire, così lo fa fermare in aeroporto. Marie-Jeanne è messa in contatto con lo sceicco della tribù Tarabin. JJA si alza di notte perché sente degli uomini bisbigliare in russo nel suo soggiorno. Tuttavia, in casa non c'è nessuno ed è lui stesso a esserselo immaginato, come avviene da diverso tempo. Infatti, JJA prova rimorso per quello che ha fatto a Malotru, esattamente come aveva pronosticato Marie-Jeanne quando assunse la decisione di abbandonarlo al proprio destino.
Allertando l'agente Mille Sabords in Arabia Saudita, JJA aveva convinto il direttore del DGSE a lasciare che i russi credessero di aver perso Malotru, quando invece è vivo e vegeto e si trova al cuore dell'FSB.

## Pronto per la vendetta
- Titolo originale: Épisode 2
- Diretto da: Éric Rochant & Anna Novion
- Scritto da: Éric Rochant, Camille de Castelnau & Olivier Dujols

### Trama
Cinque mesi prima. Malotru si risveglia in un letto d'ospedale. Karlov gli spiega che francesi e americani lo volevano morto, sottolineando come adesso sia ufficialmente un cittadino russo e che il suo nuovo nome è Pavel Lebedev. Sylvain ha trovato il numero di targa di un'ambulanza russa, passata dal confine con l'Ucraina il giorno in cui è scomparso Malotru. JJA ordina a Sylvain e Sisteron di mantenere l'assoluto riserbo sulla possibilità che Malotru sia ancora vivo.
Presente. Nel Sinai del Sud Marie-Jeanne incontra lo sceicco dei Tarabin, con la scusa di organizzare un meeting che avrà luogo al Nile Sorman Hotel. Lo sceicco è disposto a vendere al Bureau una mappa che registra gli spostamenti dei jihadisti nella regione in cambio del supporto militare francese. Sylvain scopre che JJA sta incontrando una serie di persone tutte implicate a vario titolo con la Russia. Pur ritenendo che Sylvain dovrebbe lasciar perdere, non essendo eticamente corretto spiare il proprio superiore, Sisteron vuole vederci chiaro. Sabords si reca in Yemen per contrattare la vendita di Dragonfly, un malware israeliano, ricevendo minacce una volta rientrato in Arabia Saudita, esattamente ciò che voleva per diventare informatore dei sauditi. Malotru esce dall'ospedale e torna alla vita normale, incontrando Samara, la quale gli comunica di aver incontrato un francese che ha chiesto sue notizie.

## Primo contatto
- Titolo originale: Épisode 3
- Diretto da: Éric Rochant, Anna Novion & Samuel Collardey
- Scritto da: Éric Rochant, Capucine Rochant, Camille de Castelnau & Hippolyte Girardot

### Trama
Malotru inizia a lavorare come analista per l'FSB, fornendo valutazioni sulle zone del mondo in cui sono dispiegati gli agenti francesi. Malotru si accorge che uomini del Bureau sono presenti a Mosca, facendo capire loro di essersene accorto e voler collaborare. Liz comunica a Sisteron che deve andare a Il Cairo per dare man forte a Marie-Jeanne, con la scusa di aver contratto la malaria per non insospettire JJA. Lo sceicco dei Tarabin vuole che Marie-Jeanne procuri un'occupazione a suo figlio Salim dentro l'hotel. Sylvain ha rintracciato César in Cambogia, dove l'FSB ha deciso di tenerlo al riparo dal Bureau perché sospettato di essere la fonte dell'articolo su Malotru. César è incaricato di clonare una prestigiosa organizzazione, unico modo per essere libero e poter tornare in Europa.
Karlov invita Malotru a cena per presentargli la sua famiglia. Il russo gli mostra una matrioska raffigurante i presidenti degli Stati Uniti, affermando che gli manca un pezzo, quello di Kennedy. Sisteron interroga l'addetta alla repection sul conto di Marie-Jeanne, apprendendo della sua capatina nel Sinai. César incontra un emissario del Bureau che gli fornisce chiarimenti a proposito di Malotru. Dopo l'ennesimo episodio di risveglio notturno, JJA consulta una specialista a cui racconta che i suoi disturbi derivano da un episodio avvenuto in Russia, dove lavorava come "diplomatico". Malotru riceve una lettera contenente le credenziali per accedere a un portale attraverso cui poter comunicare con il Bureau. Inaspettatamente, Malotru rifiuta la richiesta di contatto e lascia attonito JJA, il quale tiene nel suo ufficio la matrioska di Kennedy appartenuta a Karlov.

## La risposta
- Titolo originale: Épisode 4
- Diretto da: Anna Novion & Samuel Collardey
- Scritto da: Éric Rochant, Dominique Baumard, Raphaël Chevènement, Camille de Castelnau & Valentine Milville

### Trama
Appena vede la notizia della morte di Malotru, Nadia si dispera. Bakatine, giovane e ambizioso addetto alla sicurezza dell'FSB, si insospettisce nel vedere un uomo del Bureau fare attività fisica nello stesso parco in cui va a correre Malotru. Sylvain rivela a Sisteron di aver scoperto una coppia di russi tra gli ospiti del Nile Sorman Hotel. Sabords rientra al Bureau, dove Marina lo interroga sulla trattativa per Dragonfly e inizia a elaborare una strategia di acquisto massivo di ulteriore prodotto da Al Taouf. Sabords fa delle domande a Marina su Malotru, ottenendo soltanto risposte evasive. Samara non accetta il fatto che Malotru lavori per l'FSB, non essendo politicamente allineata al regime.
Karlov ha creato un legame talmente solido con Malotru che ordina la revoca delle credenziali a Bakatine, così da impedirgli di indagare sul suo nuovo amico. Marina vuole sapere da Sisteron se Malotru è veramente morto, lamentando di non aver ricevuto gli stessi riservati a Sabords quando era lei in missione. Sisteron si riavvicina a Liz, mentre Marina cerca di familiarizzare con Sabords. JJA mostra a Sabords il filmato che mandò a Malotru quando teneva Nadia sotto ricatto in Siria, ricordandogli dunque il suo coinvolgimento nel precipitare degli eventi. In questo modo JJA vuole che Sabords smetta di fare domande, altrimenti non lo lascerà ripartire in missione. Nadia, che adesso insegna presso l'Alta Scuola di studi sociali a Parigi, trova un messaggio in codice di Malotru dal quale capisce che è ancora vivo.
Malotru fa avere un messaggio a JJA in cui rifiuta ogni collaborazione, almeno fino a quando non gli garantirà che non sarà perseguito. Ricevuta risposta da Nadia, Malotru la ferma per strada a Mosca.

## Una questione personale
- Titolo originale: Épisode 5
- Diretto da: Samuel Collardey, Matthieu Kassovitz & Anna Novion
- Scritto da: Cécile Ducrocq, Éric Rochant, Jacques Audiard & Dominique Baumard

### Trama
Malotru riprende a frequentare Nadia. Karlov dà la sua approvazione, anche perché Malotru sta portando un valore aggiunto all'FSB e gli ha appena consentito di ottenere un'importante onorificenza. Malotru però ancora ignora che JJA in passato aveva avuto contatti con Karlov e che c'è un legame tra Karlov e la matriosca "mancante" Kennedy. Karlov ringrazia Malotru l'onorificenza ricevuta e Malotru prepara un dettagliato rapporto per il Bureau nel quale ben significa il rischio che sta correndo Karlov se si dovesse scoprire sia Cesar che Petrossian sono in realtà doppiogiochisti DGSE. Si avvicina il giorno del meeting intertribale al Nile Sorman Hotel e, mentre il Bureau manifesta il proprio interesse a stringere un accordo con i Tarabin, Marie-Jeanne fa firmare un contratto di lavoro semestrale a Salim. Salita in camera a rilassarsi, Marie-Jeanne si accorge che sotto la bilancia del bagno è installata una cimice, come anche in altre parti della stanza. Marina e Sabords sono partiti per misurare i livelli di arricchimento dell'uranio da parte dell'Iran. JJA vuole interrompere la missione di César, reputando il ragazzo troppo insicuro e incline a rovinare il comunque ragguardevole lavoro svolto fino a quel momento, offrendo in cambio il reclutamento di Karlov. Il direttore del DGSE non avalla questa scelta e ordina a JJA di trovare un'altra strada. Uscito dall'ufficio, JJA sviene in ascensore per quella che il medico diagnostica come una semplice indigestione.
Bakatine arriva in Cambogia per supervisionare l'hackeraggio. Il russo entra nella stanza massaggi in cui César incontra il referente del Bureau, provocandolo sulle sue ultime performance sessuali con la fidanzata Sveta, appena stabilitasi in Cambogia. Grazie al nuovo ruolo ottenuto dentro l'hotel, Salim procura accessi privilegiati agli uomini della sua tribù, il cui piano è uccidere Marie-Jeanne durante il meeting. Sisteron spiega a Marina che Al Taouf è coinvolto nel commando che ha ucciso il giornalista saudita dissidente Jamal Khashoggi. Il direttore del DGSE chiede a Liz di fare in modo che JJA smetta di essere paranoico, altrimenti rischia di contagiare tutto il Bureau. Malotru consegna a Karlov le prove che il DSGE sta indagando sui russi, dandogli così un'ulteriore prova della loro alleanza.

## La matrioska
- Titolo originale: Épisode 6
- Diretto da: Éric Rochant, Anna Novion & Samuel Collardey
- Scritto da: Capucine Rochant & Éric Rochant

### Trama
Liz chiede a Sisteron di sorvegliare JJA. Quest'ultimo attraversa una crisi che lo porta a ricordare quel giorno del 1994 in cui finì tra le grinfie di Karlov, venendo costretto a diventare un doppiogiochista a vantaggio dell'FSB. Karlov lo incaricò di lasciare una matrioska raffigurante un presidente americano a ogni agente, promettendogli che il loro accordo sarebbe terminato una volta piazzata l'ultima matrioska, quella raffigurante Kennedy. Quest'attività ha consentito a Karlov di fare carriera nel dipartimento, mentre la Russia si trasformava in un regime illiberale. Jonas arriva a Il Cairo per sovrintendere al meeting intertribale. César e il team in Cambogia sferrano l'attacco hacker contro un ospedale in Belgio, installando il ransomware Molly la talpa.
Bakatine si introduce nella casa in cui è alloggiato César, trovando un messaggio di Sveta in cui annuncia al fidanzato che ha deciso di tornare a Mosca. Usando il cellulare precedentemente sequestrato ai membri del team, Bakatine si mette in contatto con la referente del Bureau che interpreta il ruolo di sua madre. Convinto che sia veramente sua madre, Bakatine lascia cadere la linea e riconsegna il cellulare a César per farlo parlare con Sveta. In questo modo apprende che la fidanzata si trova in aeroporto e sta partendo per Mosca. In Belgio la direttrice della sicurezza dell'ospedale trova il modo, rimettendo in funzione un vecchio computer in disuso da tempo perché obsoleto, di fermare l'attacco. Gli attacchi però erano solo un diversivo e il processo di clonazione del vero obiettivo procede, indisturbato. Nel 1994 JJA ricevette l'ordine di rientrare in Francia, dove lo avrebbe aspettato un incarico di responsabilità presso il DGSE; JJA, contestualmente alla comunicazione dalla DGSE, ammise di essere il doppiogiochista responsabile delle sventure capitate ai suoi colleghi agenti, anche per salvare l'emissario della DGSE che era in macchina con lui e sarebbe potuto morire. Karlov gli consegnò la matrioska di Kennedy come segno del suo fallimento soprattutto perché era a un passo dalla fine del suo incarico; l'FSB tiene JJA per ulteriori due anni, finquando si manifesta l'opportunità di uno scambio tra prigionieri a Vilnius.JJA rientra a Parigi, nel covo segreto in Picardia e, seppur depresso e provato, venne convinto dal suo referente a tornare in pista. A partire da quel momento però, le voci notturne in russo non lo avrebbero più abbandonato.
César chiede al Bureau di rientrare. Acconsentendo a questa richiesta, il direttore del DGSE autorizza JJA a procedere con il reclutamento di Karlov. Sisteron riferisce a Liz di non aver riscontrato nessun cambiamento particolare nel livello di paranoia di JJA e le riferisce inoltre di non voler continuare oltre nell'attività di "monitoraggio" del suo capo; lo definisce border line ma ammette che spesso ha ragione. Rientrata dal lavoro, la moglie di JJA si sorprende nel vedere il marito che ha cucinato (patatine fritte, come durante il periodo russo tra JJA e Karlov e nel successivo periodo di riposo in Picardia nella residenza segreta del Bureau)  per festeggiare un avvenimento importante, l'avvio della missione Kennedy, il reclutamento di Karlov nel quale vede, seppur nell'interesse del Bureau,  una possibilità di riscatto ma soprattutto di personale vendetta.

## Settembre nero
- Titolo originale: Épisode 7
- Diretto da: Éric Rochant & Samuel Collardey
- Scritto da: Éric Rochant, Hippolyte Girardot, Jacques Audiard & Capucine Rochant

### Trama
JJA vola a Mosca per incaricare Malotru del reclutamento di Karlov, promettendogli la libertà una volta conclusa quella che per entrambi sarà l'ultima operazione. JJA racconta a Malotru dei suoi precedenti contatti con Karlov e con l'FSB; condividono il fatto che questa operazione di reclutamento è, almeno in parte, legata a tematiche soggettive e personali. Karlov continua a negare l'accesso al dossier Malotru a Bakatine, il quale a sua volta impedisce a Karlov di visionare i documenti della sua missione in Cambogia. Bakatine contatta un dirigente dell'FSB e chiede esplicitamente come ha fatto l'FSB a sapere della situazione di Malotru; la risposta è "Settembre nero", vale a dire un canale riservato di comunicazione con la CIA, che parallelamente passa tutte le informazioni che vi transitano anche all'FSB. In Arabia Saudita, Sabords incontra Andreas Schnabel, che rivela a Miles di aver conosciuto Paul Lefevre e gli racconta che, di fatto, è riuscito ad uccidere il Jihadista francese dell'ISIS... Sabords usa uno stratagemma (comunica a Sisteron di aver incontrato il giornalista e di poter acquistare il video dell'intervista fatta dallo stesso al Jihadista francese) per far sapere al Bureau che è sempre più preoccupato del trattamento ricevuto da Malotru, soprattutto dopo aver capito che, avendo ucciso un Jihadista, è praticamente un eroe. Preoccupato che Sabords possa scoprire la verità su Malotru (e ossessionato dal fatto che l'operazione di reclutamento di Karlov possa fallire), JJA ordina a Sisteron di richiamare l'infiltrato e di porre quindi fine alla sua missione; sul volto di Sisteron sono ben visibili i dubbi sulla decisione e su JJA. Malotru prepara Nadia al momento in cui la situazione precipiterà e dovrà lasciare il Paese, concordando di usare la frase in codice "voglio fare l'amore con te". Karlov mette Malotru in guardia da Bakatine, avvertendolo che potrebbe usare Nadia per colpirlo.
César è mandato dall'FSB a Seul per reclutare il famoso hacker Yellow June. In realtà si tratta di una fake news ordita dal Bureau e dalla TD per far uscire César dalla Cambogia ed esfiltrarlo. Sisteron comunica a Liz i suoi dubbi su JJA e, a dispetto di quanto condiviso con lei in precedenza, vuole fare una chiacchierata con il Direttore del Bureau perché ha perduto la fiducia in JJA e ritiene la situazione delicata e seria. Sabords viene messo in contatto con Uri del governo Israeliano che gli comunica di essere a conoscenza della vendita di DragonFly e di disporre di una versione più nuova non ancora uscita. In realtà è un uomo della DGSE e proveranno a reclutare il saudita Al-Touf. Marina comunica a Sabords che i piani alti vogliono interrompere la loro missione, a meno che rinunci alla sua indagine su Malotru e la smetta di fare domande in giro; condividono anche la deduzione che la DGSE non ha dato informazioni in conseguenza dell'articolo di Le Figaro perché non è vero che è morto e che è in missione e che ulteriori domande potrebbero compromettere molte cose. A Il Cairo, Marie-Jeanne viene svegliata alle 5 del mattino perché l'hotel sta per essere bersaglio di un attacco terroristico e gli ospiti vanno messi al sicuro. Marie-Jeanne vuole che agli ospiti venga detto che si tratta di un'esercitazione voluta dal Ministero dell'interno. Gli attentatori, membri della tribù Tarabin, trovano ad accoglierli le forze di sicurezza egiziane che li uccidono quasi tutti. Uno dei terroristi scrive a Salim per ordinargli di uccidere Marie-Jeanne, la quale a sua volta riceve una telefonata dello sceicco Tarabin che non vuole accada nulla al figlio. A Parigi, Jonas si accorge che Salim è coinvolto nell'attentato, ma non fa in tempo ad avvertire Marie-Jeanne che si ritrova intrappolata in una suite con il ragazzo. Fortunatamente, Marie-Jeanne portava con sé un taser che le consente di immobilizzare Salim.
Ad Amman, in Giordania, Bakatine incontra Settembre nero.

## Tempo scaduto
- Titolo originale: Épisode 8
- Diretto da: Éric Rochant & Anna Novion
- Scritto da: Éric Rochant & Dominique Baumard

### Trama
Karlov riceve un pacco dalla Cambogia contenente la chiavetta USB di César. Indagando più a fondo, si scopre che la chiavetta serve per accedere a un server senza lasciare tracce sul computer a cui è collegata. Telefonando in Cambogia, Karlov apprende della partenza di César per Seul e che non è rintracciabile da due giorni. Preoccupato per il destino del suo agente, Karlov prende immediatamente un aereo diretto in Cambogia, esattamente quello che voleva il Bureau. Malotru si reca al quartier generale del Bureau a Mosca, dove è raggiunto da Sisteron, e telefona a Nadia per comunicarle la frase in codice che segnala l'immediata necessità di partire. Arrivata in aeroporto, Nadia scopre che non può cambiare il biglietto aereo e Malotru le dice di andare in un bar per incontrare la collega del think tank con cui collabora, fingendo di avere una crisi d'amore. In questo modo lui e Sisteron possono appurare che non è seguita da nessuno.
Sbarcato in Cambogia, Karlov trova nell'alloggio di César il passaporto del vero Sylvain Ellenstein e la matrioska di Kennedy. Karlov telefona a Malotru per chiedere spiegazioni, ricevendo conferma che lo ha tradito. Ottenuto il risultato sperato, ovvero un incontro in cui Malotru recluterà Karlov, Sisteron lascia l'amico e può tornare alla base. Nel frattempo, esaminando i dossier di Settembre nero, Bakatine e i suoi uomini scoprono che questo contatto era stato usato altre volte dagli americani, non solo quindi nel caso di Malotru, per scombinare i piani ai russi. Il direttore del DGSE conferma la missione di Sabords, cui andrà raccontata tutta la verità su Malotru, nonostante la contrarietà di JJA. Quest'ultimo, scosso dal fatto di essere stato scavalcato per la prima volta, rivela a Sisteron che si appresta a lasciare il Bureau e ha fatto il suo nome per sostituirlo.
Rientrato a Mosca, Karlov telefona a Bakatine per chiedergli un incontro in cui chiarire cosa ha combinato quando era in Cambogia. Bakatine replica informandolo della sua scoperta a proposito di Settembre nero, sperando di fare colpo sul superiore che invece gli consiglia, se vuole fare carriera, di passare inosservato e non fare il brillante. Karlov ha però in serbo una mossa a sorpresa, avendo fatto smantellare l'unità di Bakatine e trasferire il giovane funzionario in Afghanistan, dove andrà a dirigere la locale ambasciata russa. Karlov si reca al luogo dell'appuntamento con Malotru, ricevendo rassicurazioni che l'FSB non verrà a sapere del suo tradimento e al momento opportuno sarà estradato in Francia con tutta la sua famiglia. Mentre Marina inizia a lavorare come formatrice dei nuovi agenti sotto copertura. Sabords può riprendere la sua missione, per esplicita decisione del suo direttore Michel Ponte che, in disaccordo con JJA, decide anche che Sabords venga informato della sorte di Lefevre. JJA, scavalcato e sfiduciato dal direttore, saluta Sisteron al quale dice che proporrà il suo nome per il suo posto, e varca la soglia del suo ufficio per l'ultima volta.

## La famiglia sopra ogni cosa,
- Titolo originale: Épisode 9
- Diretto da: Jacques Audiard
- Scritto da: Cécile Ducrocq, Thomas Bidegain, Jacques Audiard, Éric Rochant, Capucine Rochant & Valentine Milville

### Trama
Mentre sono in aeroporto, pronti a partire per quella che credono sia una vacanza in Francia, i familiari di Karlov si rendono conto che non potranno più tornare in Russia. Marie-Jeanne rientra al Bureau, richiamata dal direttore del DGSE che la vuole in prima linea per la "missione Kennedy", questo il nome dato all'operazione Karlov-Malotru. Quest'ultimo è tradotto dal Bureau in un luogo segreto, dove soggiornerà quindici giorni prima di svelare pubblicamente che è ancora vivo. Un gruppo di jihadisti francesi sono stati catturati dall'esercito turco al confine tra Siria e Iraq. Jonas ha il compito di fornire ai turchi prove concrete dei crimini commessi sotto lo Stato Islamico, altrimenti non sarà possibile processarli.
Malotru scopre che il personal trainer, Camille, con cui si sta tenendo in forma è in realtà uno psicologo, incaricato dal Bureau di prepararlo a tornare alla vita normale. Il DGSE deve scegliere il nuovo direttore e Marie-Jeanne, invitata a partecipare alla riunione, intuendo anche un probabile appoggio del direttore Michel Ponte, lascia capire dal suo atteggiamento distaccato che ha intenzione di autocandidarsi. Jonas si sta frequentando con una ragazza conosciuta una sera di ritorno da una festa; è molto interessato alla donna ma inizia anche ad avere dei dubbi sulla veridicità della loro relazione. Decidono di fare qualche ricerca e scoprono chela ragazza in questione potrebbe essere un'agente dell'FSB. Al rientro a casa Karlov trova moglie e figli felici davanti alla TV e al suo desk trova un plico con i nuovi passaporti francesi per tutti e 3. A degna conclusione di una giornata apparentemente felice per tutti, Karlov decide di togliersi la vita gettandosi dal balcone e liberando definitivamente moglie e figlio. Durante un allenamento, Malotru rivive alcuni momenti della sua detenzione nel campo dell'Isis.

## La mina
- Titolo originale: Épisode 10
- Diretto da: Jacques Audiard
- Scritto da: Jacques Audiard, Thomas Bidegain, Éric Rochant, Cécile Ducrocq, Capucine Rochant & Valentine Milville

### Trama
Malotru e Nadia passano alcune giornate felici e rilassate nel nascondiglio segreto del Bureau.Malotru e Sisteron spulciano i dossier perché convinti che, prima di morire, Karlov abbia piazzato una mina pronta a esplodere. Ed effettivamente un individuo proveniente dall'Uzbekistan fa il suo arrivo a Parigi e va ad alloggiare nella stessa casa con affaccio sul Sacro Cuore in cui Karlov, soggiornandovi una notte, aveva ben nasconti un foglio con delle indicazioni e una pistola con proiettili. Da una telecamera piazzata all'esterno, Malotru si accorge che di notte qualcuno si è avvicinato alla residenza, per poi scoprire che si trattava del suo coinquilino psicologo. Marie-Jeanne è in lizza per diventare il nuovo direttore del DGSE, ma involontariamente Sisteron, probabilmente per invidia,  suggerisce a uno dei selezionatori come il suo principale difetto sia l'essere in guerra non soltanto contro il nemico, ma anche con sé stessa. Jonas chiede consigli a Marina su come individuare un infiltrato. Seguendo il suo suggerimento, organizza una cena con alcuni colleghi per osservare il comportamento della sua fidanzata.
Sempre più convinto che presto qualcuno verrà a cercarlo, Malotru ha incubi notturni in cui tentano di ucciderlo. I sospetti di Jonas sulla fidanzata trovano conferma, tanto che Liz lo invita a lasciarla per vedere come reagisce. Nel colloquio decisivo per assumere la direzione del dipartimento, Marie-Jeanne espone il proposito di smantellare il Bureau perché considera troppo pericolosa la sua attività, avendo generato il caso Malotru. Grazie a quest'analisi spietata della situazione, Marie-Jeanne riesce a ottenere l'ambito incarico. Malotru riabbraccia Prune, venuta a trovarlo assieme a Nadia per festeggiare il compleanno, apprendendo che da quando l'ha vista l'ultima volta ci sono stati diversi cambiamenti, dato che la figlia ha preso la patente, ha un fidanzato con il quale convive ed è diventata un'economista. Mentre passeggiano amabilmente nei dintorni della residenza segreta riappare il cane lupo, sempre foriero di novità...
Dopo aver festeggiato il compleanno di Malotru, Nadia e Prune tornano in città. Lasciata Prune a casa, Nadia si ferma con l'auto a un semaforo ed è uccisa dall'Uzbecko, che le spara sei colpi di pistola... Nello stesso momento Malotru ha un incubo in cui Karlov lo conduce a un tavolo a cui sono sedute tutte le persone che per causa sua, diretta o indiretta, sono morte negli ultimi anni, compreso Henri Duflot. Karlov brinda in suo onore, riconoscendo sarcasticamente a Malotru il merito di aver individuato in tutti un punto debole, e di averlo usato per distruggerli. Compare nuovamente il cane lupo, che annuncia l'ingresso di un nuovo commensale, Nadia: Malotru realizza che è appena morta anche lei e lei idealmente lo saluta dicendole "E' finita, amore mio...E' finita". Come promesso da Marie-Jeanne, il Bureau viene smantellato e con esso gli armadietti contenenti le coperture di tutti gli infiltrati.